# フリードリヒ・レオポルト・フォン・プロイセン
フリードリヒ・レオポルト・フォン・プロイセン（Friedrich Leopold von Preußen, 1865年11月14日 - 1931年9月13日）は、プロイセンの王族、軍人。最終階級は上級大将。最後のドイツ皇帝ヴィルヘルム2世の又従弟で、義弟。

## 生涯
プロイセン王子フリードリヒ・カールとその妻でアンハルト公レオポルト4世の娘であるマリア・アンナの間の長男として生まれた。全名はヨアヒム・カール・ヴィルヘルム・フリードリヒ・レオポルト（Joachim Karl Wilhelm Friedrich Leopold）。1889年7月24日にベルリンにおいて、シュレースヴィヒ＝ホルシュタイン公フリードリヒ8世の娘ルイーゼ・ゾフィーと結婚した。ルイーゼ・ゾフィーはフリードリヒ・レオポルトの又従兄にあたるドイツ皇帝ヴィルヘルム2世の妻アウグステ・ヴィクトリア皇后の妹だったため、フリードリヒ・レオポルトはヴィルヘルム2世とは義兄弟となった。
フリードリヒ・レオポルトはプロイセンの王族男子の習いで軍人としての道を歩んだ。1875年には10歳で士官学校生となると同時に、王族身分の者として形式的にポツダムの第1近衛歩兵連隊 (en) の少尉に任官したが、規定通り連隊の閲兵式にのみ参加するだけだった。フリードリヒ・レオポルトは1885年には中尉、1888年には大尉、1890年には少佐、1893年には大佐と順調に出世した。1887年に日本を訪問している。
そして大佐に昇進したその年に少将となり、近衛軍第1軽騎兵旅団所属の胸甲騎兵連隊の司令官を任された。また、オーストリア＝ハンガリー軍に所属する1742年創設の歴史ある連隊、第2驃騎兵連隊の連隊長の地位も与えられた。1898年には中将に昇進し、ポツダムの軽騎兵視察官にも任じられた。1902年には騎兵大将を兼ねた。1904年から1905年にかけての日露戦争では、ロシア軍参謀本部の軍事顧問を務めている。1907年には軍の総監となり、1910年9月10日に上級大将に進んだ。
1886年、フリードリヒ・レオポルトはヴェーゼル市の市民保護団体の後援者となっている。フリードリヒ・レオポルトは、ホーエンツォレルン家の中ではフリーメイソンのプロイセン支部を支援した最後の人物だった。また彼は大のギャンブル好きでカジノに頻繁に出入りし、そのせいで父から相続した財産の一部を売却せねばならなくなった。1918年2月には、フリードリヒ・レオポルトは執事のカール・ザイツ少佐の仲介で、ユンカース社などの企業に融資を受ける相談をしている。
第一次世界大戦後、西プロイセンの大部分がポーランドに割譲されることになったが（ポーランド回廊）、大戦前までのフリードリヒ・レオポルトの領地で、フラトフ郡の一部に属するクロヤンケ（現在のポーランド領クライェンカ）は新たに創設されたプロイセン自由州ポーゼン＝ヴェストプロイセン県 (en) に組み入れられた。1924年7月21日、ドイツ国最高裁判所 (en) は、クライェンカが旧領主フリードリヒ・レオポルトの私有財産であることを認める判決を出した。この判決は、ヴァイマル共和国政府がドイツの旧王族・貴族からの財産補償請求を容認する道を開くことになったために、ドイツの法制史において重視される判例の一つとなった。
ベルリンのシュテーグリッツ＝ツェーレンドルフ区にある、グリーブニッツ湖（Griebnitzsee）とシュテルプヒェン湖（Stölpchensee）を結ぶプリンツ＝フリードリヒ＝レオポルト運河（Prinz-Friedrich-Leopold-Kanal）は、フリードリヒ・レオポルトの名前を冠している。

## 子女
妻ルイーゼ・ゾフィーとの間に三男一女の4人の子供をもうけたが、うち3人に先立たれた。
- ヴィクトリア・マルガレーテ・エリーザベト・マリー・アーデルハイト・ウルリーケ（1890年 - 1923年） - 1913年、ロイス＝ケストリッツ侯子ハインリヒ33世と結婚（1922年に離婚）
- ヨアヒム・ヴィクトル・ヴィルヘルム・レオポルト・フリードリヒ・ジギスムント（1891年 - 1927年）
- タッシロ・ヴィルヘルム・フンベルト・レオポルト・フリードリヒ・カール（1893年 - 1917年）
- フランツ・ヨーゼフ・オスカー・エルンスト・パトリック・フリードリヒ・レオポルト（1895年 - 1959年）